# Weerberg
Weerberg je obec v Rakousku ve spolkové zemi Tyrolsko v okrese Schwaz.
Žije zde 2 320 obyvatel (1. 1. 2011).

## Osobnosti spojené s obcí
Christine Sponring (*1983), běžkyně na lyžích